# شوكت محمود
الطبيب الأستاذ شوكت محمود من أشهرِ أطباء بغداد، وهو مختص في الفحص بالأشعة السينية، ولد في 20 شباط عام 1327 هـ/1909م، في مدينة كربلاء، وعندما انتهى حكم الدولة العثمانية في العراق عام 1917 سافر مع عائلته إلى بغداد، حيث سكن في دار جده، وكان جده واسمه عبد الوهاب الخطيب يعمل بمنصب إمام في جامع المصرف الواقع في محلة البارودية، وكان حافظاً للقرآن ويعلم الأولاد في الكتاتيب ويدرسهم القراءة والكتابة، وبعض العلوم البسيطة.
وعندما احتل الجيش البريطاني مدينة بغداد عام 1917م، رفض والده محمود الخطيب العودة للوظيفة بعدما كلف بذلك من قبل السلطة البريطانية، وكانت وجهة نظره كشخص متدين أنه لا يجوز له التعاون مع قوات الاحتلال غير المسلمة، بالرغم لافتقاره وعوزه، ثم توفيت والدة الطبيب شوكت عام 1918م، والتحق شوكت بالكتاتيب لدراسة القرآن وتعلم القراءة والكتابة، وختم القرآن بعد سنة.

## طفولته ودراسته
وفي ظل تشكيل الحكومة الوطنية في العراق برئاسة عبد الرحمن النقيب وافق والده للعودة في العمل بالوظيفة عند الحكومة، فعين مأمورا في دائرة طابو مدينة بعقوبة عام 1920م، فانتقلت عائلته إلى بعقوبة والتحق شوكت بالمدارس الابتدائية في الصف الأول الابتدائي، ولكن بعد نجاحه للصف الثاني انتقلت عائلته إلى بغداد، حيث عين والده في منصب وكيل مدير طابو مدينة بغداد. ثم بعد حوالي شهرين أحيل والده على التقاعد نظرا لشيخوخته، وكان عمره زهاء 70 عاما ثم توفي والده عام 1925.
ويذكر شيئا من طفولته في مذكراته فيقول: (في هذا الوقت من طفولتي وفي يوم 11 تموز 1921 اشترك قسم من طلاب مدرستنا وبلباس الكشافة، وأنا منهم في حفلة تتويج الملك فيصل الأول ملكا على العراق وفي ساحة القشلة وبالقرب من برج ساعتها التاريخية وكان من رفاق صفي آنذاك عبد الرحمن الجوربجي، ومهدي فوزي اللذان تخرجا طبيبين بعد تخرجي بسنة، أما سبب سبقي لأقراني فلأني في السنة التالية أي عام 1922 وبعد نجاحي مع رفاقي إلى الصف الرابع تركت مدرسة البارودية الرسمية وذهبت إلى مدرسة التفيض الأهلية، وأخبرت مديرها بأني ناجح للصف الخامس، فاقترح امتحاني فوافقت وبعد نجاحي التحقت بالصف الخامس الابتدائي، وفي السنة التالية نجحت إلى الصف السادس، وبعدها تخرجت من الدراسة الابتدائية عام 1924، وبعد إكمالي الدراسة الثانوية التحقت بالكلية الطبية متقدما على أقراني بسنة).

## الكلية الطبية الملكية

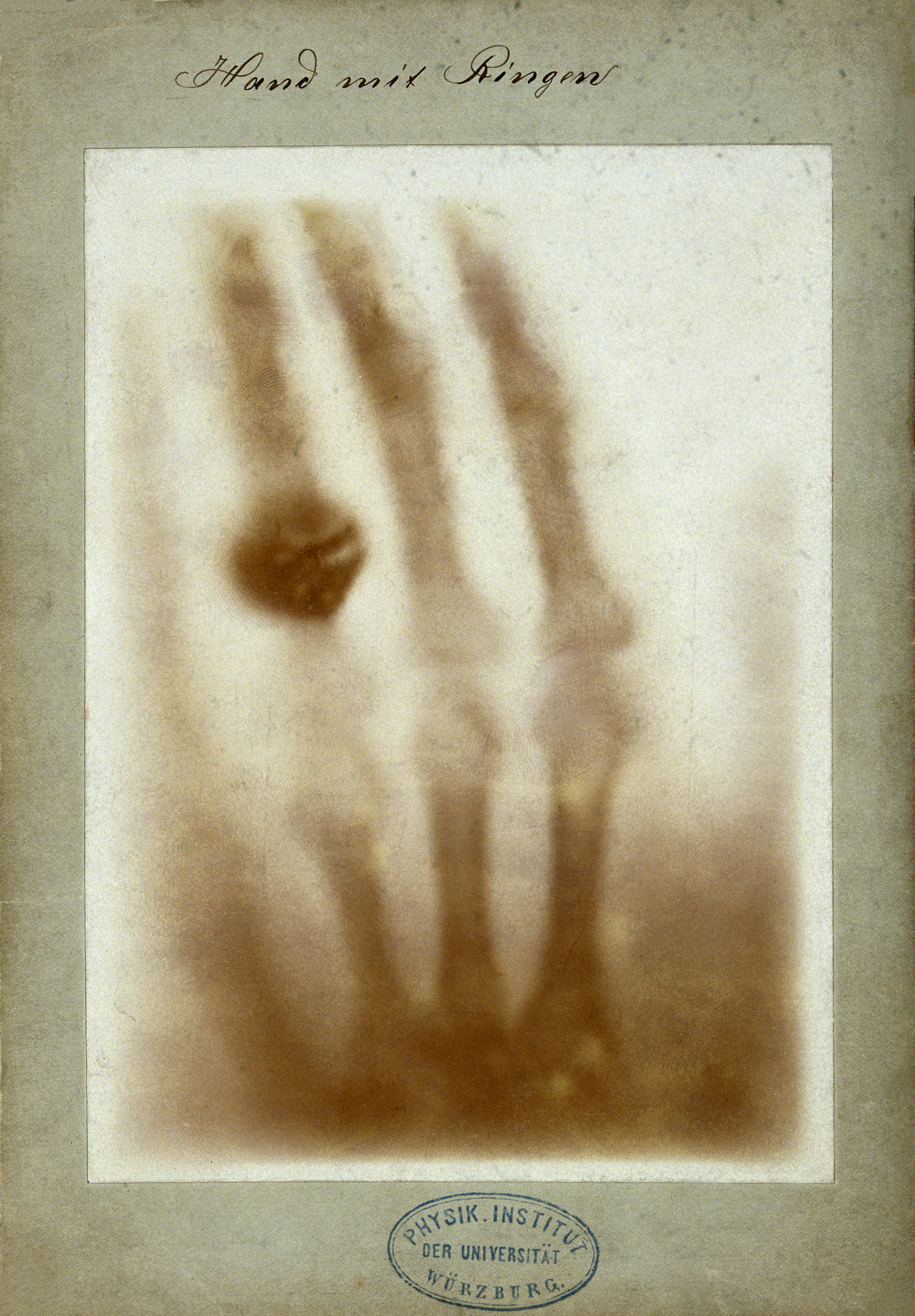
صورة شعاعية من أوائل الصور في بداية علم التصوير الشعاعي عام 1895

وبعد أن أنهى الدكتور شوكت دراسته الثانوية في القسم العلمي التحق بالكلية الطبية الملكية، 
وكان عميد كلية الطب في وقتها الدكتور هاري سندرسن الطبيب الخاص للعائلة المالكة العراقية.
ثم تخرج منها ضمن الدورة الثانية عام 1933م، ومنح شهادة الدكتوراه في الطب، وكان من أبرز من اشتهر من خريجي الدورة الثانية: الدكتور محمد حسن سلمان والدكتور سلمان فائق.

ويقول الدكتور شوكت عن هذه المرحلة: (والتحقت في عام 1934 وبرغبة مني بمعهد الأشعة على أن أبقى أتدرب في هذا المعهد لمدة سنة واحدة، للحصول على لقب طبيب الأشعة، وكان المعهد عبارة عن غرفة بسيطة مبنية بالطابوق واللبن، ومسقفة بمادة من المعدن تسمى (الجينكو)، ويسمون الغرفة (بنغلة) وبالعامية (بنكلة)، وتقع داخل ساحة المستشفى الملكي آنذاك ويحوي المعهد على غرفتين واسعتين أحدها فيها ثلاثة أجهزة للتشخيص الشعاعي والأخرى فيها جهاز شعاعي واحد لمعالجة مرض قرع الرأس وأدوات احتياطية، وكان مدير المعهد دكتور نورمن البريطاني يجلس في الغرفة الأولى ولهُ كرسي واحد ومنضدة عليها آلة طابعة بالأحرف الإنكليزية وأخرى بالعربية، وكان بجانبه مقعد يسع شخصين يجلس عليه ضيوفه، أما نحن فكنا ثلاثة أطباء إحسان القيماقجي وعلي البير وأنا، ولعدم وجود كراسي مخصصة لنا كنا طوال ساعات العمل واقفين وعندما يتعب أحدنا فيجلس على دكة الشباك، وكان المفروض من المدير أن يدربنا ولكن الحقيقة المرة إن تدريبنا كان لا يحتوي لا على محاضرات ولا كتب للقراءة وكنا أكثر الوقت نقف عند أحد المصورين نشاهد كيف يصور ونقف وراء مدربنا عند كتابة التقارير الشعاعية بنفسه على آلة طابعة الإنكليزية دون أن يفسر لنا ماهو في الأفلام (الصور الشعاعية) وإذا ما تجرأ أحدنا وسأله عنها فكان غالبا ما لا يجيب على السؤال وكان رفيقاي يخشون الاستفسار منه لأنهم عرفوا د. نورمن عصبي المزاج ويكره النقاش، وبما أني التحقت بالمعهد الملكي أتعلم واستفهم فليس صحيحا فقط أنظر صامتا فكنت بين حين وآخر أتجرأ وأسال الدكتور نورمن فكان يمتعض من استفهاماتي ويلتزم الصمت. لقد صدمني أسلوبه، وبعد دوامي بالتدريب في المعهد لمدة شهرين ونصف قرر د.نورمن السفر إلى إنكلترا فاقترحت علي مديرية مصلحة الصحة العامة أن أرسل إلى مدينة كركوك كطبيب مركزي على أن يعاد بي إلى بغداد لإكمال تدريبي في المعهد بعد عودة الدكتور نورمن.
ولكنه بعد عودته صدمني مرة أخرى حيث لم يف بوعدهِ إذ لم يطلب إعادتي، وكنت لا أبالغ إن قلت بأني تعلمت علم التصوير بالأشعة السينية بنفسي، فقد عزمت أن أمضي قدما لتعلم هذا العلم واغتنمت فرصة كوني طبيباً مركزياً في المستشفى، إذ استلمت علاوة على وظيفة طبيب الأشعة وظيفة طبيب ردهة الرجال وردهة النساء، والمختبر والطب العدلي فكنت متلهفا للتعلم. حيث بدأت أفحص مرضى الردهة ومختلف أعضاء جسمهم بالأشعة للذين لا يشتكون منها، مثلا فحص صدر مريض لا يشكو من أعراض مرض صدري، وأدرس هذا الفلم واعتبره كقياس للصدر الطبيعي، وعندما أفحص مريض يشكو من أعراض صدرية فكنت أقارن فلمه الشعاعي مع الفلم القياسي، فتجمعت عندي أفلاما للقياس تخص الصدر والمعدة والجمجمة، وغيرها من أعضاء الجسم، وصنفت أفلاما للقياس، قسما ما هو يشاهد عند الطفل، وقسما عند الشباب، وقسما عند الشيوخ، والمريض الذي وجدت في رئتيه لطخة مثلا أحاول إدخاله للردهة ثم أفحص قشعه بالمجهر لمعرفة نوع الجرثومة المسببة للطخة، وعند حدوث وفاة كنت أشرح المريض لأدرسه، وهكذا كنت مشغولا طوال الوقت في دراسة مرضاي وبشوق وبعد مضي ستة أشهر في مستشفى كركوك، طلبت إجازة أسبوعين أقضيها في بغداد وجئت إلى معهد الأشعة ودون أن أعاتب المدير د.نورمن طلبت منه الموافقة لأقضي أيام إجازتي بالدوام في المعهد للمزيد من التعلم فوافق، وفي أحد الأيام كان د.نورمن يفحص صورة فلم شعاعي للصدر فطبع تقريره أنه لا توجد آفة رئوية، بينما كانت هناك لطخة صغيرة في الرئة اليمنى دالة على بداية السل الرئوي، فلم أتمالك نفسي فجاهرت برأيي قائلا: إنه سل رئوي. فلم يهتم د.نورمن بتعليقي وبعد حوالي عشرة أيام أرسل نفس المريض من قبل طبيبه المعالج لإعادة فحصه ومبينا في ورقته أن فحص القشع لهذا المريض أظهر وجود جراثيم السل. فانتبه د.نورمن وأخذ للمريض صورة حديثة وبالمقارنة ظهرت اللطخة السابقة قد اتسعت فخاطبني؛ أنت على حق إنك شخصت المرض قبل أيام وإنه سل رئوي.
وبعد هذه الحادثة بدأ الدكتور نورمن يأخذ رأيي عند قرائته معظم الأفلام للصور الشعاعية وقبل كتابته التقارير الطبية. أي إنني حزت رضاه واعجابه لأنه وجدني متقدما في التشخيص الشعاعي، وقبيل انتهاء فترة اجازتي اخبرني بانه يقدر معلوماتي وان سيقترح على مديرية الصحة العامة لنقلي إلى المعهد في بغداد لأكون طبيبا ثابتا على ملاك المعهد، وسألني هل عندك مانع؟ فاجبت: لا مانع لدي وشكرته، فاتصل هاتفيا بالمدير العام للصحة فطلب منه الموافقة على نقلي لبغداد لأن المعهد بحاجة لخدماتي، فوافق على أن يصله كتاب من المعهد بهذا الخصوص، وباشرت بالعمل في المعهد وحصلت الموافقة التحريرية في يوم 15 كانون الأول عام 1934م، وبعد مضي أشهر ترك الطبيب علي البير المعهد ملتحقا بقسم الجراحة البولية في المستشفى الملكي، وفي عامي 1935و1936م كان الدكتور نورمن مشغولا بالاشراف على بناية المعهد الجديدة الواقعة بالقرب من مبنى البنغلة وكان بارعا في نصب الآلات الحديثة وهي أجهزة للتشخيص والمعالجة الشعاعية، وكذلك أجهزة للعلاج الطبيعي).

## دراسته في لندن
وفي عام 1938 أرادت الحكومة ايفاده إلى لندن للدراسة ولكن الحرب العالمية الثانية سببت تأجيل سفره حتى عام 1946م، وتم تنسيبه لمدة عام في مستشفى بارثولومبوس في شعبة الأشعة التشخيصية، وبعدها لمدة ثمانية أشهر في شعبة المعالجة بالأشعة، ثم عاد لبغداد عام 1948.

## المراكز العلمية والمناصب
ولقد تبوء الدكتور شوكت محمود مناصب كثيرة ومنها انه بعد عودته إلى بغداد انيط به مسؤولية القسم التشخيصي بالأشعة في معهد الأشعة وكان يساعد مدير المعهد في القاء المحاضرات، ثم عين محاضرا لتدريس الصف السادس من الكلية في عام 1957م حيث يلقي محاضرات عن التشخيص بالأشعة، وفي عام 1963م عين مدير معهد الأشعة. ثم تمت إحالته على التقاعد بموجب طلبه عام 1969م.

## أهم إنجازاته
- كان أهم انجاز له اقناع وزارة الصحة بضرورة فتح دورات للفنيين الشعاعيين بالاشتراك مع منظمة الصحة العالمية، ويكون مركز الدورات في بغداد، لتخريج فنيين مصورين ومعالجين بالأشعة لمنطقة الشرق الأوسط ومدتها سنتان، وحصلت الموافقة، وتم قبول أكثر من 20 طالبا عراقيا من خريج الفرع العلمي، و30 طالبا من دول أخرى، وقد خصصت غرفا في معهد الأشعة للدراسة وكان المدرسون أجانب وعراقيون.
- انتقاء معظم الأجهزة الحديثة للتشخيص الشعاعي بالاشعة السينية لمدينة الطب ومستشفى الرشيد العسكري، حيث كان في منصب رئيس اللجنة المسؤولة عن تجهيز الآلات الفنية والطبية.
- ساهم في تدريس وتدريب معظم كوادر كلية الطب ومنهم اطباء معروفين مثل: عبد اللطيف البدري، أديب توفيق الفكيكي، خالد القصاب، عبد الكريم شريف.

## مؤلفاته
ساهم في تأليف ونشر الكثير من البحوث الطبية، ونشر عدة مقالات ودراسات ومنها بحث علمي حول مرض أكياس هايداتد نشر بمجلة الكلية الطبية في شهر نيسان من عام 1956م، ومما يدل على اهتمام الأطباء بهذا الموضوع فقد وردته رسائل من عدة دول ومنها رسالة من الطبيب الخاص بملكة بريطانيا (سير افري جونس Sir Avery Jones) طالبا فيها إرسال نسخ من هذا البحث وتم ذلك، حيث ذكر فيه ان المرض تفشى في أنحاء العالم ومنها العراق وفي الأماكن التي يحصل فيها تماس واتصال بين الإنسان والكلاب حيث ان الدودة تعيش في امعاء الكلب وبيوضها تصل الإنسان بالتلوث وكل بيضة ممكن ان تكون كيسا مائيا، في أي مكان في الجسم، عدا منطقة العظام حيث لا يوجد نسيج منظمة لردعه فيكون الانتشار على شكل تخريب واسع للعظم، وليس كيسا، ولقد نشرت بعض بحوثه وتصاويره الشعاعية في المجلة الطبية البريطانية عام 1963.

## فلسفته الخاصة
كان يقول:
- إذا اردت ان اصف الحياة بكلمة واحدة فهي الكفاح، أو صراع أزلي بين عوامل متناقضة كالصحة والمرض والحب والكراهية، اننا في هذه الدنيا مسيرون وسط مفاجآت أو تحديات أو اعتداءات سواء كانت ظواهر طبيعية كالطوفان والبركان والزلازل أو من مخلوقات وبضمنها الإنسان، إن الإنسان الحكيم يكيف نفسه حسب محيطه والمتطلبات، فإذا ما أصابه مكروه فإن الصدمة تكون أخف وطأة وعليه أن يكافح ليس فقط لاسعاد نفسه بل أيضا لاسعاد المجتمع الذي هو منهم.

- أفضل ان يكون الشخص متفائلا في حياته ففي التفائل نتغلب على بعض العقد النفسية ونخلق جوا من الأمل.

## وفاته
توفى شوكت محمود في بغداد نهاية عقد التسعينيات من القرن العشرين.